# ماروواندریکا
ماروواندریکا (به لاتین: Marovandrika) یک منطقهٔ مسکونی در ماداگاسکار است که در فرافنگانا واقع شده‌است. ماروواندریکا ۱۳٬۰۰۰ نفر جمعیت دارد و ۱۷ متر بالاتر از سطح دریا واقع شده‌است.